# María Ana de Borbón-Conti
María Ana de Borbón (Versalles, 18 de abril de 1689-París, 21 de marzo de 1720) fue la primera esposa de Luis Enrique de Borbón-Condé. Murió sin dejar herederos.

## Primeros años de vida
María Ana era la mayor de los hijos que sobrevivieron a la infancia de la devota María Teresa de Borbón, y de su promiscuo marido el príncipe Francisco Luis de Borbón, Príncipe de Conti. Su padre no correspondía el amor de su esposa y tenía fama de libertino, teniendo numerosas relaciones con personas de ambos sexos; su conducta escandalosa crearon grandes tensiones al interior de la familia. María Ana era Princesa de Sangre, y desde su nacimiento hasta su muerte era conocida como Mademoiselle de Conti y también como la más atractiva entre sus hermanas.
Era muy unida a su abuela materna, Ana Enriqueta del Palatinado, y de acuerdo con la duquesa de Orleans (nacida Isabel Carlota del Palatinado), María Ana fue la responsable de su matrimonio con el duque de Borbón, ya que quería evitar que su prima María Luisa Isabel de Orleans, se casase con el primer príncipe de sangre de su generación, el príncipe de más alto rango en la corte después de la familia real. 

## Matrimonio
En 1713 se casó con su primo Luis Enrique de Borbón-Condé, conocido como Monsieur le Duc, su hermano Luis Armando II de Borbón-Conti en una doble ceremonia se casó con la hermana de Luis Enrique, la bellísima Luisa Isabel de Borbón-Condé. Desde el matrimonio, María Ana adopta el título Su Alteza Serenísima, Madame la Princesa de Condé. 
Sin embargo el matrimonio sólo duró siete años y no tuvieron hijos. María Ana murió en París el año 1720 a la edad de treinta años, dejando todos sus bienes a su hermana, Luisa Adelaida. Al quedar viudo, el Príncipe de Condé se volvió a casa el año 1728, con la joven princesa alemana Carolina de Hesse-Rotenburg.

## Títulos y honores
- 18 de abril de 1689-9 de agosto de 1713 Su Alteza Serenísima Mademoiselle de Conti.
- 9 de agosto de 1713-21 de marzo de 1720 Su Alteza Serenísima La Princesa de Condé (Madame la Princesa de Condé).